# Richard Preiß

Richard Preiß

Richard Preiß (* 18. April 1902 in Wanowitz, Kreis Leobschütz; † nach 1945) war ein deutscher Politiker (NSDAP). Von 1932 bis 1933 war er Mitglied des Preußischen Landtages. Anschließend saß er bis zum Ende der NS-Herrschaft 1945 im Reichstag.

## Leben und Tätigkeit
Preiß war eines von 14 Kindern des Häuslers Johann Preiß und seiner Ehefrau Johanna, geborene Prauß († 30. Dezember 1943 in Hubertusruh, Oberschlesien). Nach dem Besuch der Volksschule erlernte Preiß das Büchsenmacherhandwerk. Ergänzend dazu besuchte er die Fortbildungsschule. Anschließend arbeitete er als Werkzeugschlosser.
Nach dem Ersten Weltkrieg brachen in Preiß' Heimat Ostschlesien wiederholt Grenzkämpfe zwischen Deutschland und Polen wegen des zukünftigen Verlaufs der Grenze zwischen beiden Staaten aus. An der Niederschlagung eines dieser Grenzkämpfe nahm Weiß 1921 (?) als Angehöriger der MG-Kompanie von Watzdorf teil (Oberschlesischer Aufstand). Dabei wurde er verwundet und mit dem Schlesischen Adler I. und II. Klasse ausgezeichnet.
Preiß trat zum 11. November 1925 der NSDAP bei (Mitgliedsnummer 23.522) und fungierte von 1926 bis 1928 als Ortsgruppenleiter der Ortsgruppe der Partei in Gleiwitz. Am 13. März 1932 folgte seine Ernennung zum Untergaubetriebszellenleiter von Oberschlesien. 
Nach dem Machtantritt der Nationalsozialisten zu Beginn des Jahres 1933 übernahm Preiß das Amt des Stadtverordnetenvorstehers der Stadt Gleiwitz.
Am 15. Juni 1935 wurde Preiß als Parteifunktionär zum Kreisleiter von Gleiwitz ernannt. Nachdem er dieses Amt knapp zwei Jahre innegehabt hatte, folgte am 1. Juli 1937 seine Ernennung zum Kreisleiter von Rosenberg-Guttentag und Mitte Dezember 1939 zum Kreisleiter von Ratibor.
Von 1932 bis zur Auflösung dieser Körperschaft im Herbst 1933 war Preiß Mitglied des Preußischen Landtages. Anschließend saß er von November 1933 bis zum Ende der Zeit des Nationalsozialismus im Frühjahr 1945 elfeinhalb Jahre lang als Abgeordneter im nationalsozialistischen Reichstag, in dem er den Wahlkreis 9 (Oppeln) repräsentierte.